# Akira Raijin
Akira Kawabata (川畑 顕, Kawabata Akira) (né le 17 juillet 1978 à Takarazuka, préfecture de Hyōgo) plus connu sous le nom d'Akira Raijin (雷陣 明, Raijin Akira) est un catcheur (lutteur professionnel) japonais.

## Carrière

### Total Nonstop Action Wrestling (2008-2011)
Lors de Lockdown (2009), il perd contre Suicide dans un Elimination Xscape Match qui comprenaient également Jay Lethal, Consequences Creed et Sheik Abdul Bashir et ne remporte pas le TNA X Division Championship.

### Retour à la All Japan Pro Wrestling (2012–2017)
Le 26 avril, il perd contre Yoshinobu Kanemaru et ne remporte pas le AJPW World Junior Heavyweight Championship.

## Palmarès
- All Japan Pro Wrestling
  - 2 fois Gaora TV Championship